# Русское советское правительственное бюро

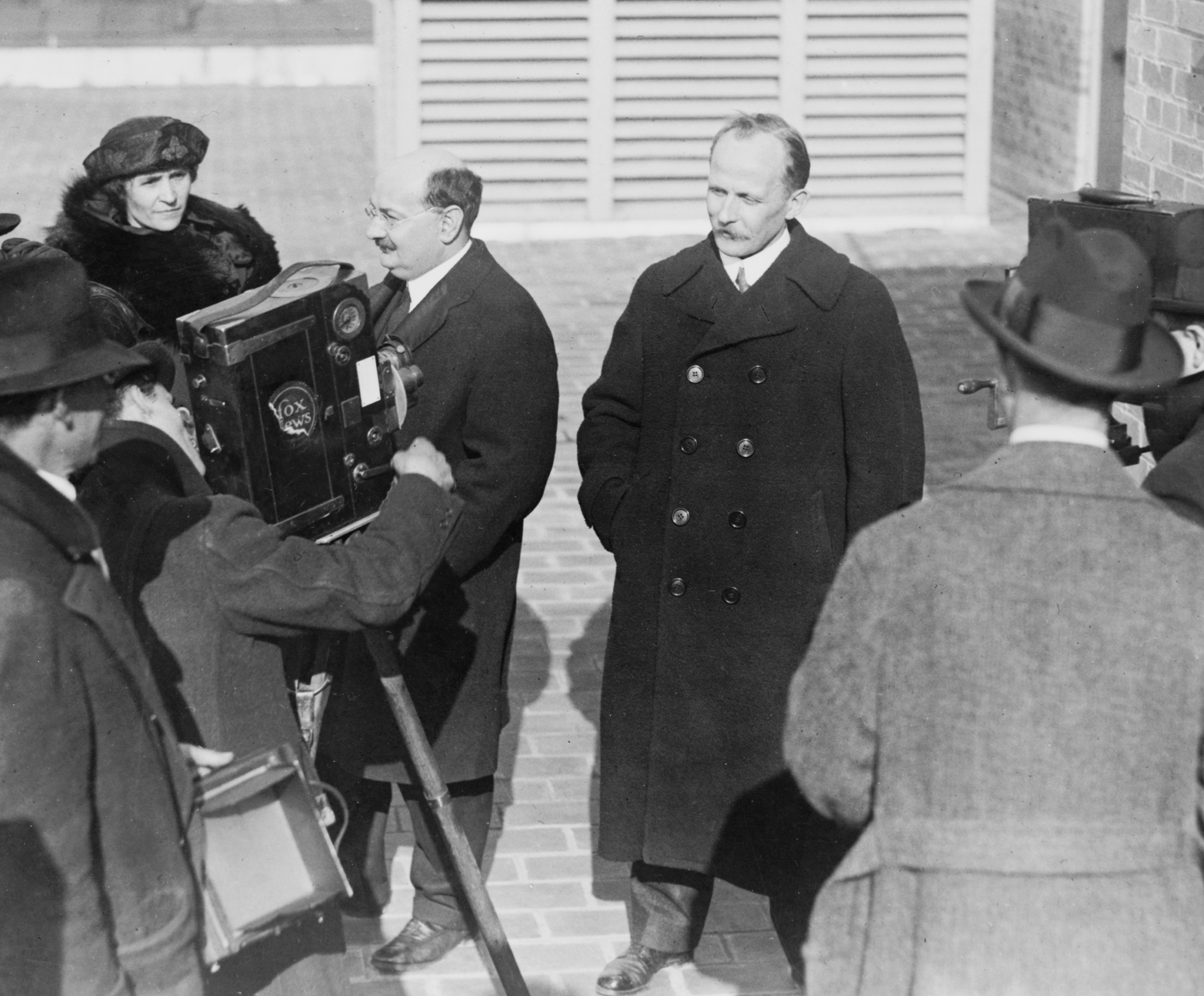
Сантери Нуортева с супругой и Людвиг Мартенс из Русского советского правительственного бюро позируют для оператора новостей, 1920 год.

Русское советское правительственное бюро (англ. Russian Soviet Government Bureau, 1919—1921), иногда называемое также «Советское бюро», было неофициальной дипломатической организацией, представляющей Российскую Советскую Федеративную Социалистическую Республику в Соединённых Штатах Америки во время Гражданской войны в России. Советское бюро в первую очередь функционировало как торгово-информационное агентство Советского правительства. Поскольку бюро подозревалось в участии в политической подрывной деятельности, Советское бюро было подвергнуто обыску правоохранительными органами по указанию комитета Ласка Законодательного собрания штата Нью-Йорк в 1919 году. Бюро было упразднено в начале 1921 года.

## История

### Создание
Примерно в январе 1919 года курьер, действовавший от имени правительства Советской России, связался с Людвигом К. А. К. Мартенсом, уважаемым редактором издания «Новый Мир», газеты Русской социалистической федерации Социалистической партии Америки, назначив его своим представителем в Соединённых Штатах Америки. Были приняты меры по организации офисного персонала, включая коммерческий отдел, возглавляемый промышленником А. А. Хеллером, дипломатический отдел, возглавляемый бывшим руководителем Финского информационного бюро Сантери Нуортевой, и юридический отдел, возглавляемый лидером Социалистической партии Моррисом Хилквитом.
19 марта 1919 года Мартенс связался с Госдепартаментом США, чтобы представить дипломатические верительные грамоты, подготовленные для него народным комиссаром иностранных дел Георгием Чичериным. Чичерин поручил Мартенсу завладеть всем недвижимым имуществом и собственностью, ранее находившимися в распоряжении посольства и консульств Временного правительства России, получать и выдавать деньги от имени Советского правительства, а также запрашивать и отвечать на все законные требования от имени Советской России.
Поскольку экономика Советской России была на грани краха, администрация Вудро Вильсона не спешила предоставить официальное дипломатическое признание, однако вместо этого сохранила выжидательную позицию, позволив Советскому правительству создать временное агентство в Нью-Йорке. Русское советское правительственное бюро (RSGB) было временной организацией, созданной Мартенсом вместо признанного дипломатического посольства. Бюро располагало офисами в «World Tower Building», расположенном по адресу 110 West 40th Street в Манхэттене.
Был нанят штат из 35 человек, включая бывшего редактора газеты «Новый Мир» и партизана Коммунистической рабочей партии Григория Вайнштейна в качестве офис-менеджера. Как отмечал историк Теодор Дрейпер, природа и деятельность Советского бюро были погружены в неизведанные воды:

«Никаких прецедентов для бюро Мартенса не было. Оно было создано как дипломатическая миссия, без дипломатического признания. Оно состояло в основном из американцев, а остальные, как и сам Мартенс, уже много лет много лет были отрезаны от прямого контакта с Россией. Курьеры были единственным средством связи, но они действовали так медленно и неуверенно, что Мартенсу потребовалось два месяца, чтобы связаться с Советским Правительством.»
Оригинальный текст (англ.)"There were no precedents for Martens' bureau. It was set up as a diplomatic mission, without diplomatic recognition. It was made up mostly of Americans, and the others, like Martens himself, had been cut off for many years from direct contact with Russia. Couriers constituted the only method of communication, but they were so slow and uncertain that it took two months for Martens to get in touch with the Soviet government."

Секретная миссия в Россию в марте 1919 года, проведённая посланником администрации Вильсона Уильямом К. Буллитом для оценки экономической и политической системы страны, завершилась негативным докладом, в котором подчёркивались различные зверства, совершённые во имя большевистского режима, что фактически исключало всякую возможность формального признания инициативы Мартенса. Несмотря на решение отказаться от официального признания, Госдепартамент не стал сразу добиваться отстранения Мартенса, вместо этого решив посоветовать американцам проявлять «крайнюю осторожность» в своих отношениях с Советским бюро.

### Торговое представительство
Поскольку его шансы на получение официального признания были явно упущены с самого начала, Советское бюро сосредоточило свои усилия на налаживании коммерческих контактов с американским бизнесом. Мартенс стремился завладеть активами, ранее принадлежавшими Временному правительству, и использовать эти средства в рамках 200-миллионной программы приобретения товаров и капиталов для борющегося большевистского правительства России. Мартенс заявил, что после свержения Временного правительства в русской революции 1917 года должность посла Бориса Бахметева стала вакантной, а имущество, ранее находившееся в законном владении, перешло к новому режиму.
В то время как попытки заполучить огромные активы ни к чему не привели, контакты с американскими компаниями, стремящимися вести бизнес с Советской Россией шли быстро и напористо. К концу первого месяца правая рука Мартенса, финский социалист Сантери Нуортева, заявил прессе, что «мы завалены запросами о коммерческих связях».
Этот темп был ускорен в апреле 1919 года, когда Бюро разослало письма с запросами 5000 американским фирмам и распространило пресс-подборки в 200 торговых газетах. Многие фирмы проявили интерес и направили своих представителей в Нью-Йорк для прямых переговоров с Мартенсом и его партнёрами, в том числе такие промышленные гиганты, как Ford Motor Company, мясоупаковочная компания Armour and Company и Swift and Company, производитель сельскохозяйственной техники International Harvester, производитель хлопчатобумажных изделий Marshall Field and Company, а также Sears, Roebuck and Company.
Действительно, в течение своего короткого периода активной деятельности в качестве советского торгового агентства, прекращённого рейдом 12 июня 1919 года, Русское советское правительственное бюро связалось приблизительно с 941 американской компанией, стремящейся продать или купить продукцию из Советской России. К концу 1919 года Бюро подписало контракты на общую сумму почти 25 миллионов долларов. Это оказалось первым из растущего потока коммерции, когда советские контракты с американскими компаниями превысили отметку в 300 миллионов долларов к маю 1920 года.

### Пропагандистская деятельность

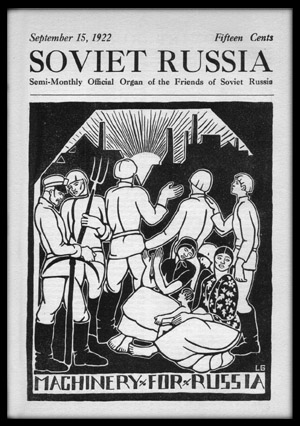
Советская Россия,
созданная в качестве издания Русского советского бюро, позднее была передана организации Друзья Советской России.

Помимо своей роли торгового агентства правительства Советской России в Америке, Русское советское правительственное бюро выполняло также пропагандистскую функцию, пытаясь противодействовать «кампании преднамеренного искажения фактов, которую ведут враги русских рабочих» в прессе. Советское бюро издавало еженедельный информационный бюллетень с первых дней своего существования, перейдя к журнальному формату под названием «Советская Россия: еженедельник, посвящённый распространению правды о России» (англ. Soviet Russia: A Weekly Devoted to the Spread of Truth About Russia) с 9 июня 1919 года.
Советская Россия включала в себя перепечатки выступлений официальных лиц Русского бюро, новости и комментарии, поддерживающие советскую сторону в продолжающейся Гражданской войне в России, а также выступления высших советских правительственных чиновников по вопросам торговли и мировой политики.
В то время как Советское бюро и его политические сторонники считали такие публикации вполне разумными, присутствие большевистского пропагандистского агентства в самом центре Нью-Йорка было пресловутым красным флагом для консервативных противников советского режима. Русское советское правительственное бюро стало главной мишенью так называемого Комитета Ласк, созданного Законодательным собранием штата Нью-Йорк для расследования радикальной деятельности в штате.

### Отношения с американским коммунистическим движением
Мартенс и его сотрудники приняли ряд приглашений выступить на радикальных встречах в Нью-Йорке и других местах, что вызвало гнев консервативных сил в Америке. Мартенс сохранил тесные контакты и тёплые отношения с Социалистической партией Америки (СПА) и Коммунистической рабочей партии Америки (КРП), возникшей из организованного левого крыла СПА в конце 1919 года.
Однако отношения с соперничающей Коммунистической партии Америки были довольно холодными, поскольку могущественная Русская социалистическая федерация этой организации стремилась контролировать деятельность и кошелёк Мартенса и Советского бюро в Америке. Историк очень точно спрогнозировал перспективы коммунистического крыла русской колонии в Америке:

«Руководители Русской федерации … не колеблясь, они распространили свою юрисдикцию на официальное советское агентство … Они считали, что коммерческие и торговые отношения — это глупые цели. Значение имело только распространение пролетарской революции. Если бы революция победила за пределами России, то коммерческие и торговые отношения возникли бы сами собой. Если мировая революция потерпит неудачу, то коммерческие и торговые отношения не смогут помочь русской революции выжить. В сущности, русские американцы буквально восприняли то, что сами русские лидеры говорили о необходимости мировой революции, чтобы спасти русскую революцию, и при этом стали большими доктринерами, чем их учителя».
Оригинальный текст (англ.)"The leaders of the Russian Federation ... did not hesitate to extend their jurisdiction over the official Soviet agency ... They left that commercial and trade relations were foolish objectives. Only the spread of the proletarian revolution mattered. If the revolution conquered outside Russia, then commercial and relations would come of themselves. If the world revolution failed, commercial and trade relations could not help the Russian Revolution to survive. In effect, the American Russians had taken literally what the Russian leaders themselves were saying about the necessity for a world revolution to save the Russian Revolution, and in doing so, they became more doctrinaire than their teachers".
— 
В то время как комиссар иностранных дел Чичерин в конечном счёте встал на сторону Мартенса в поддержании финансовой и организационной независимости от КПА, отношения между Советским бюро и партией были натянутыми.

### Рейд
28 марта 1919 года и 11 апреля того же года газета The New York Times опубликовала статьи, призывающие закрыть Советское бюро, которое они считали незаконным.
Ряд правительственных учреждений провели расследования в отношении Русского советского бюро до того, как его офис подвергся обыскам, включая расследования Министерства юстиции США, Министерства финансов США, Управления военной разведки и Совета по военной торговле. Информация была предоставлена в соответствии с запросом, и представитель Советского бюро Эванс Кларк отметил помощнику директора военного торгового совета Г. М. Бодману на заседании 25 апреля 1919 года, что бюро «ничего не скрывает» и «рад предоставить информацию тем, кто имеет на это право». Кроме того, Мартенс и его адвокат Чарльз Рехт лично встречались с должностными лицами Министерства юстиции в апреле и мае, в то время как Кларк ездил в Вашингтон, округ Колумбия, чтобы проконсультироваться с личным секретарём Генерального прокурора США А. Митчеллом Палмером.
В то время как федеральные чиновники, похоже, заняли выжидательную позицию по отношению к Советскому бюро, политики штата Нью-Йорк и правоохранительные органы были мотивированы более срочной повесткой дня. В четверг, 12 июня 1919 года, офис Бюро на West 40th Street внезапно подвергся обыску нью-йоркской полицией по приказу недавно созданного Объединённого законодательного комитета штата по расследованию крамольной деятельности (широко известного как «Комитет Ласк»). Был выдан ордер на обыск, и «каждый клочок письменной или печатной бумаги» был удалён из помещения, материал позже был проанализирован комитетом Ласка для доказательства незаконной подрывной деятельности и дальнейших радикальных связей для изучения комитетом.
Советское бюро громко протестовало против действий Комитета:

«Вторжение в канцелярию русского советского правительства было совершенно необоснованным и незаконным. Русское советское правительственное бюро добросовестно воздерживалось от вмешательства в американские дела. Его деятельность всегда была открыта для расследования любым честным человеком в поисках информации о Советской России или о деятельности Бюро. Только существующее состояние истерической реакции, старательно взращиваемой упорной кампанией клеветы на Советскую Россию, может объяснить, почему были предприняты столь радикальные шаги в том случае, когда простое расследование позволило бы получить всю необходимую информацию — без нарушения закона и первых принципов международного гостеприимства».
Оригинальный текст (англ.)"The invasion of the office of the Russian Soviet Government was altogether unwarranted and illegal. The Russian Soviet Government Bureau has conscientiously refrained from interfering in American affairs. Its activities have always been open to investigation by anyone honestly in search of information about Soviet Russia or about the activities of the Bureau. Only the existing state of hysterical reaction diligently nursed by a persistent campaign of slander against Soviet Russia can explain why such drastic steps were taken in a case where a simple inquiry would have brought out all the information necessary — without breaking the law and the first principles of international hospitality".
— 
.
Впоследствии Мартенса вызвали в суд и в комитет для дачи показаний.

### Слушания
Эта организация была предметом слушаний в Сенате Соединённых Штатов с января по март 1920 года. 17 декабря 1920 года Министерство труда США приняло решение депортировать Мартенса.
В январе 1921 года Мартенс окончательно покинул США. Работа организации прекратилась с уходом её руководителя.

## Основные участники
| - Борис Рустам Бек - Эванс Кларк - Джейкоб У. Хартманн - А. А. Хеллер | - Лео А. Хойбш - Моррис Хилквит - Исаак Гурвич - Эва Джоффе | - Георг В. Ломонософф - Людвиг Мартенс - Сантери Нуортева - Грегори Вайнштейн |

## Публикации

### Официальные органы
- Information Bulletin —Small weekly newspaper first issued March 3, 1919.
- Soviet Russia —Weekly magazine first issued June 7, 1919.
  - Volume 1: June to December 1919.
  - Volume 2: January to June 1920.
  - Volume 3: July to December 1920.
  - Volumes 4 and 5: 1921.
  - Volumes 6 and 7: 1922.
  - Volume 8: 1923.
  - Volume 9: 1924. —Called Soviet Russia Pictorial, terminated October 1924.

### Сочинения
- The Labor Laws of Soviet Russia: With an Answer to a Criticism by Mr. William C. Redfield. Third Edition. New York: Russian Soviet Government Bureau, 1920.
- The Marriage Laws of Soviet Russia: Complete Text of First Code of Laws of the Russian Socialist Federal Soviet Republic Dealing with Civil Status, Domestic Relations, Marriage, the Family and Guardianship. New York: Russian Soviet Government Bureau, 1921.